# میانه (سنندج)
میانه (سنندج)، روستایی از توابع بخش کلاترزان شهرستان سنندج در استان کردستان ایران است.

## جمعیت
این روستا در دهستان نگل قرار دارد و براساس سرشماری مرکز آمار ایران در سال ۱۳۸۵، جمعیت آن ۱٬۴۴۰ نفر (۳۷۹خانوار) بوده‌است.